# Thagria undulata
Thagria undulata är en insektsart som beskrevs av Nielson 1980. Thagria undulata ingår i släktet Thagria och familjen dvärgstritar. Inga underarter finns listade i Catalogue of Life.